# Ramón Lista (Santa Cruz)
Ramón Lista era una localidad rural argentina del departamento Deseado en la provincia de Santa Cruz.  Aunque no detentó un centro poblacional con forma de pueblo, las estancias que rodean la zona de la estación conformaron un tipo de localidad con población rural dispersa. 

## Toponimia
El nombre de la localidad se debe al militar y explorador Ramón Lista que recorrió la Patagonia y el norte Argentino; además fue gobernador del Territorio Nacional de Santa Cruz entre los años 1887 y 1892.

## Historia
Desde tiempos ancestrales los tehuelches poblaron la zona que rodea a la Ramón Lista. En tanto, la localidad moderna comenzó gracias a la instalación de estación Ramón Lista del Ferrocarril Puerto Deseado a Colonia Las Heras el 7 de octubre de 1914. La estación fue emplazada en el kilómetro 94 pensada inicialmente como de primera clase. No obstante, su uso se tornó inferior a esa categoría ya que se desempeñaba como «embarcadero» de servicios de pasajeros, cargas y encomiendas. En el informe se especificó: «Se emita guía, con indicación del embarcadero, a o de la estación más allá. Habilitado únicamente para el recibo de cargas únicamente por vagón completo y con flete pagado en procedencia y para el despacho también por vagón completo con flete a pagar en destino». Llamativamente, aunque tenía infraestructura para hacienda, ya no se ofrecía este servicio. Para sus tareas se valía de: apartadero 813 m., desvíos 733 m., estanque Piggott 16 m³., rampa de costado y caseta caminero. Además, Ramón Lista contaba con agua relativamente al alcance por tener la capa freática a 14,20 m.
En el sitio existió una estafeta postal habilitada en 1917. La misma fue instalada por su importancia poblacional.
Por otro lado, el 11 de julio de 1921, por decreto de carácter general, el Poder Ejecutivo Nacional a cargo de Hipólito Hirigoyen  dispuso que la Dirección de Tierras del Ministerio de Agricultura, previera reservas para la formación de pueblos en los Territorios Nacionales. Específicamente, en el norte de la Provincia de Santa Cruz. De este gran número de nuevas localidades se decretó el nacimiento formal de Ramón Lista, que según el censo de Territorios Nacionales de 1920 vivían en los alrededores de esta estación unas 62 personas.El mismo decreto de creación de Ramón Lista y los demás pueblos autorizó a que el trazado de estos pueblos sea hecho en cada caso sobre una superficie de 2.000 has., siempre que pueda destinarse de esas tierras a la agricultura y reservas para descanso de haciendas.
Aunque formalmente se declararon 62 habitantes no se especificó si los mismos estaban en torno a la estación o eran la sumatoria de estancias en los alrededores.Sin embargo, para 1930 la población había menguado y como consecuencia se produjo la clausura de la estafeta postal; aunque su ausencia de la guía de 1930 enmarca su cierre con anterioridad a estos años. Ya para 1934 Ramón Lista no fue mencionada entre las poblaciones significativas de más de 100 habitantes.

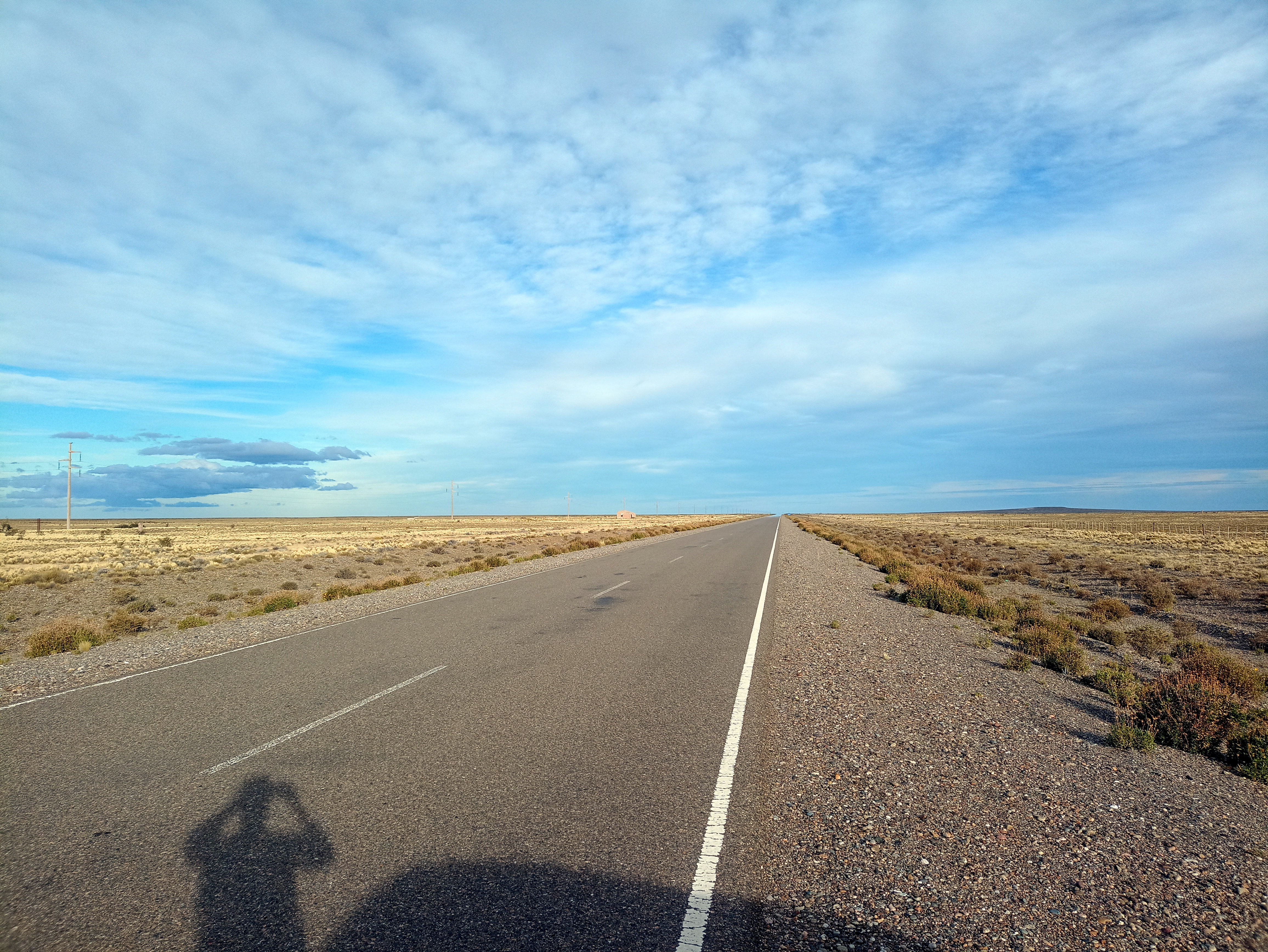
Entorno rural que rodea a rodea a la estación.

Un informe de 1951 confeccionado por la ex Gobernación Militar de Comodoro Rivadavia detalló las estaciones y localidades más importantes del ferrocarril y Ramón Lista no fue mencionada.Su rápido despoblamiento en parte es explicado la languidez del funcionamiento del ferrocarril que en un principio se enlazaba con las estancias mediante pesadas chatas que acarreaban la producción a las estaciones más cercanas. Luego estas fueron reemplazadas por el camión que se desplazaba desde las estancias directamente hasta el puerto.

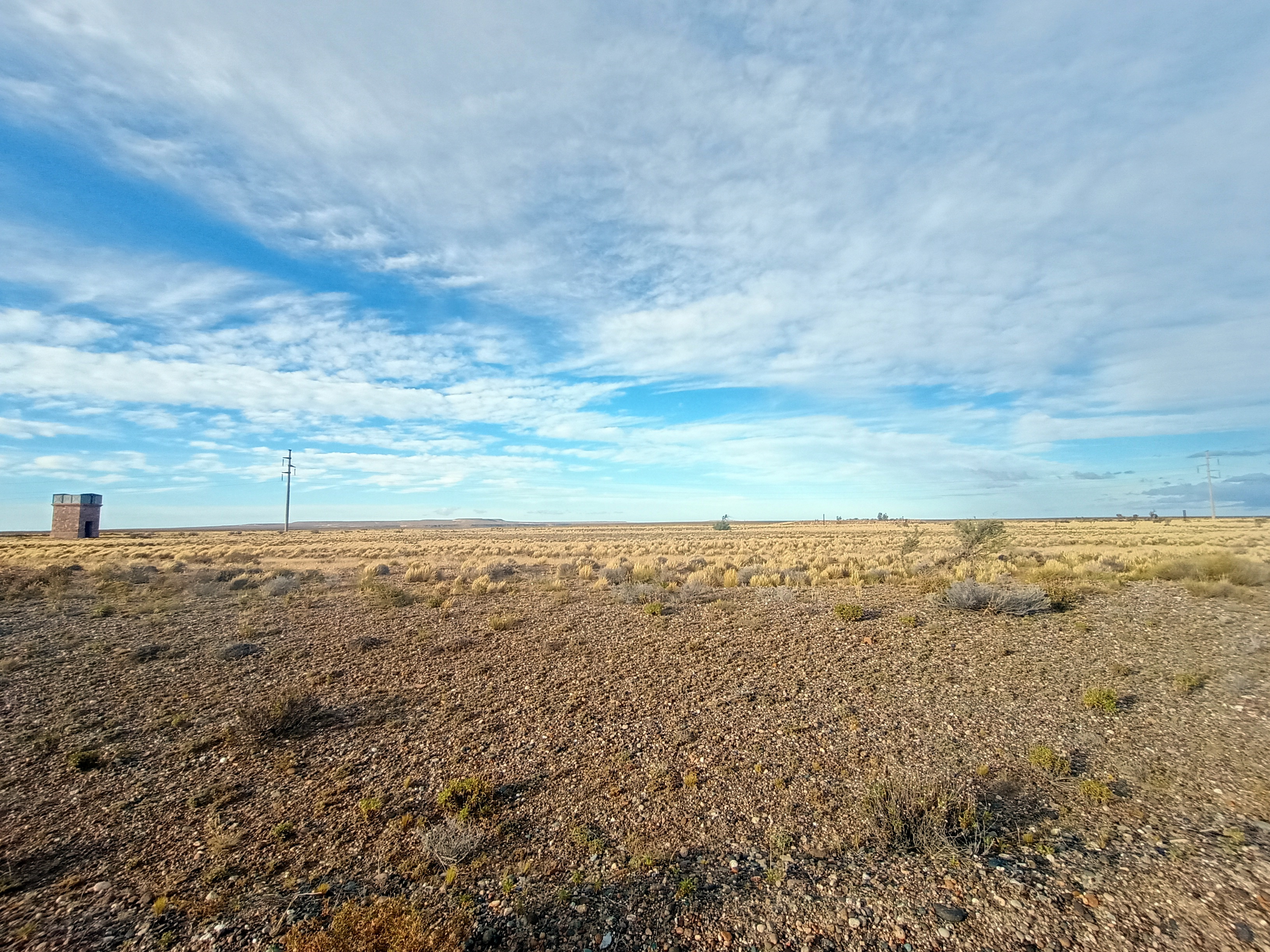
Vista panorámica del entorno de Ramon Lista.

El acentuado declive se terminó confirmado en el informe del Ferrocarril Patagónico efectuado en 1957. El mismo enumera las localidades significativas de todo el Ferrocarril de Puerto Deseado a Las Heras. La lista solo menciona con detalle las cifras poblacionales de Deseado y Las Heras. En tanto, las demás poblaciones intermedias entre ambas punta de rieles fueron clasificadas de escasa población y sumaron entre todas apenas 1500 habitantes. 
Uno de los últimos registros de la localidad se dio en un mapa del instituto geográfico militar de los años 1960. En este documento se escribió el nombre de la estación-localidad con tinta tenue lo que indicaba baja importancia para el ferrocarril o poca cantidad poblacional.
El tren finalizó sus operaciones en julio de 1978, lo que acentuó el éxodo de la poca población que aun prevalecía.
Ya para inicios de los años 1990 solo se podía encontrar en pie el andén de la estación. Siendo su falta de población, en torno a la estación, el principal motivo de su depredación. Hoy en día se encuentra totalmente destruida por obra del vandalismo sin control y el feroz clima patagónico. Sólo quedan en pie las paredes de la casa del jefe de estación, el tanque de agua y es posible observar las trazas del andén.
Luego del cierre del ferrocarril, Ramón Lista y su entorno rural no volvieron a ser aludidas por censos y medios de comunicación. De este modo, la memoria de la localidad pronto se perdió en forma definitiva aunque mantenga leve o nula población rural. No obstante, algunos mapas aun recogen el nombre de la población como es el caso de Google Maps.
El 8 de julio de 2008, en un acto realizado en la Casa Rosada por Cristina Fernández de Kirchner, la Secretaría de Transporte, a cargo de Ricardo Jaime y dependiente del Ministerio de Planificación de Julio De Vido, adjudicó el reacondicionamiento y rehabilitación del tren patagónico.No obstante, Ramón Lista no fue incluida en la lista de los puntos a rehabilitar o tenida en consideración en el mapa del ferrocarril que presentaba los puntos claves del ferrocarril.A pesar de la gran suma invertida por el estado y la inauguración en 2015 de las obras por parte del gobierno peronista el ferrocarril no volvió a funcionar y gobierno fue acusado de un perjuicio de $92.000.000 de obra pública malversada.
En octubre de 2024 el gobernador Claudio Vidal anticipó que trabaja en el proyecto de recuperación del ferrocarril. El político aseguró que el tren cubriría los 285 kilómetros de recorrido. Sin embargo, Ramón Lista no fue nombrada en la lista de puntos a rehabilitar y tampoco estuvo aludida en el mapa del trazado ferroviario presentado por el proyecto que contiene los puntos más importantes del ferrocarril.

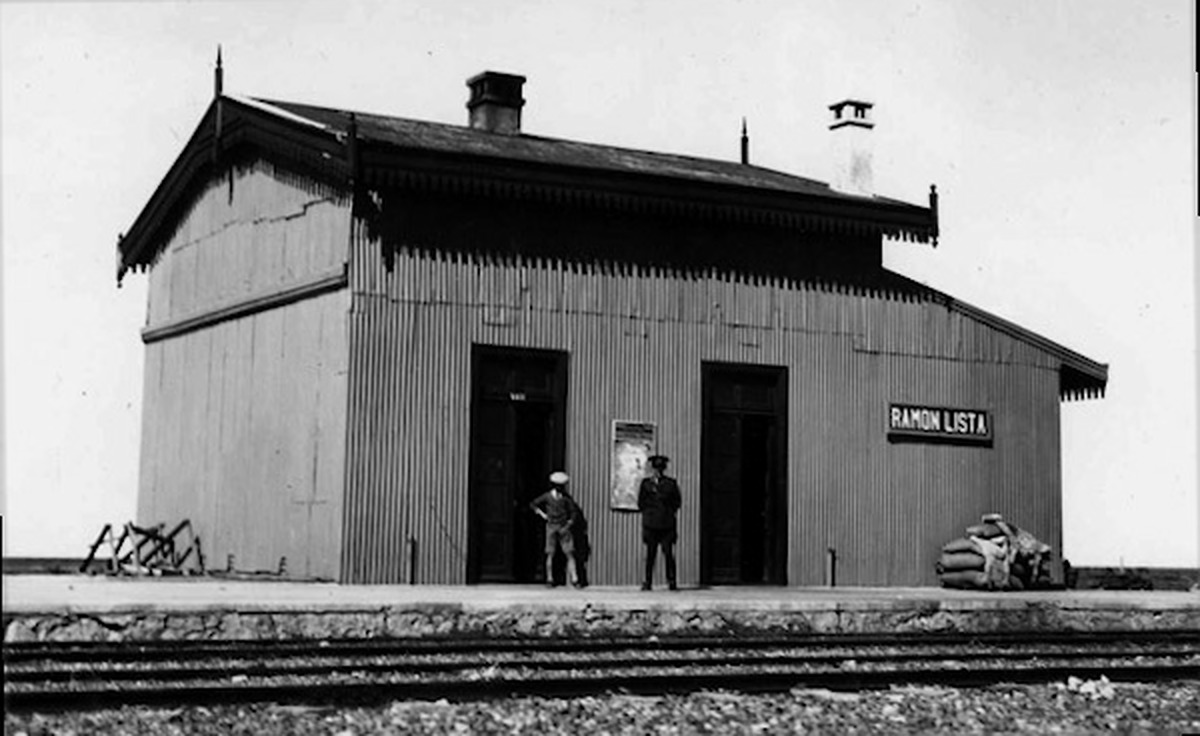
La estación en los años treinta sin un poblado en sus alrededores.
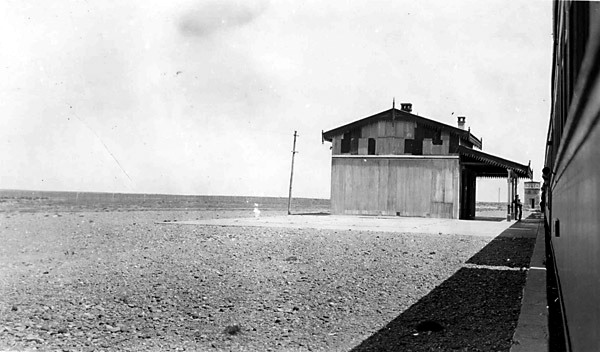
La estación en años cercanos a 1940 con una ampliación y sin rastros de un poblado.
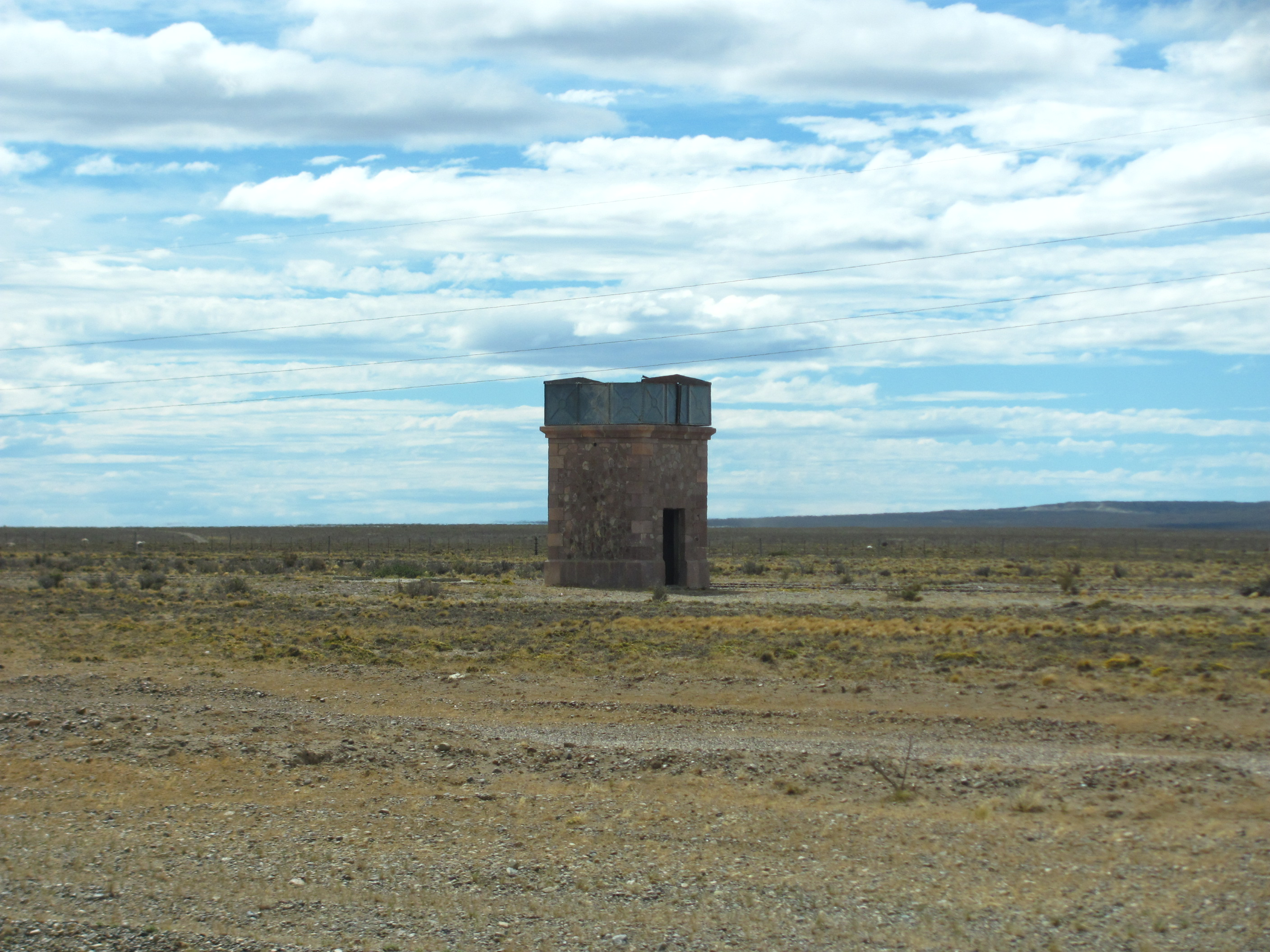
Alrededores de las ruinas de la estación aun con presencia de ganadería ovina.
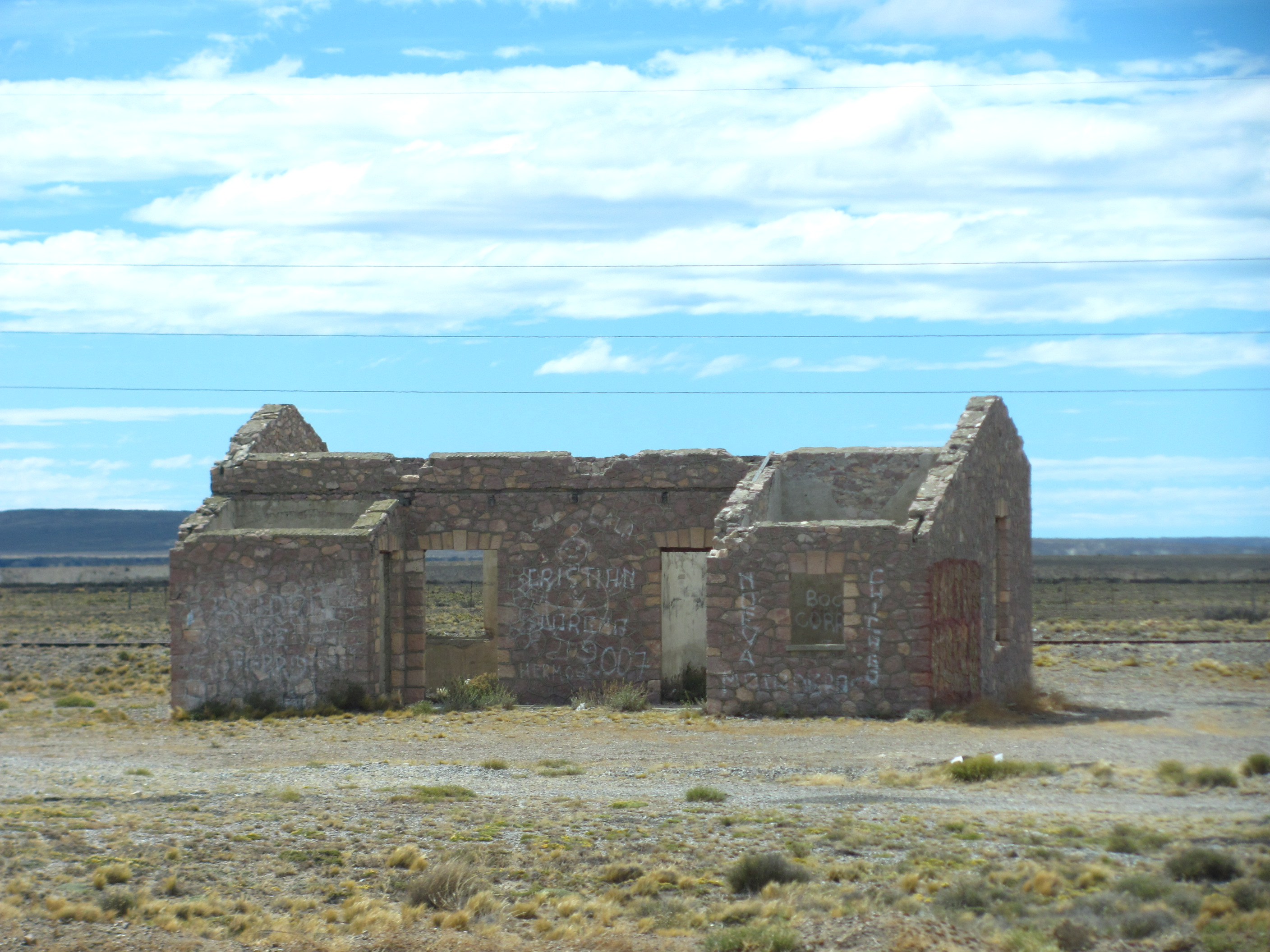
La casa de los peones en ruinas sin población alrededor.